# Juruá, Amazonas
Juruá este un oraș în unitatea federativă Amazonas (AM) din Brazilia. 